# RheinStars Köln
Il RheinStars Köln è stata una società cestistica avente sede a Colonia, in Germania. Gioca nel campionato tedesco.

## Storia
La società venne creata nel 1999 col nome di Cologne 99ers dopo la fusione tra Köln BasCats e DJK Köln-Nord, e mantenne tale nome fino al 2007, quando, dopo la mancata continuazione del rapporto di sponsorizzazione con la Rheinenergie, assunse la denominazione di Köln 99ers.
Nel luglio 2009, a causa di gravi problemi finanziari, ha dovuto dichiarare bancarotta, ripartendo dalle serie minori.
Il 12 giugno 2013 il club venne rifondato con l'apporto di oltre 730 soci e 50 aziende, e rinominato RheinStars Köln con l'obiettivo di tornare a competere ai massimi livelli del campionato tedesco.
Disputa le partite interne nell'ASV Sporthalle, che ha una capacità di 1.000 spettatori.

## Palmarès
- Campionato tedesco: 1

2005-2006
- Coppa di Germania: 3

2004, 2005, 2007
- Supercoppa tedesca: 1

2006